# Coal Island (Südgeorgien)
Coal Island ist eine von Tussockgras bewachsene Insel nahe dem westlichen Ende Südgeorgiens. Sie liegt auf der Westseite der Einfahrt zum Coal Harbour.
Wissenschaftler der britischen Discovery Investigations kartierten sie zwischen 1926 und 1930, die Besatzung des Forschungsschiffs HMS Owen wiederholte dies zwischen 1960 und 1961. Das UK Antarctic Place-Names Committee benannte sie 1963 in Anlehnung an die gleichnamige Bucht, die ihren Namen hier durch Wal- und Robbenjäger gelagerter Kohle (englisch coal) verdankt.